# Естественная ширина спектральной линии
Есте́ственная ширина́ спектра́льной ли́нии — ширина спектральной линии излучения изолированной квантовомеханической системы.
Квантовые системы описываются своими волновыми функциями, модули комплексных амплитуд которых достаточно быстро убывают с увеличением расстояния до системы, однако, с формальной точки зрения, нигде не обращаются в ноль. Таким образом, изолированная система, у которой волновые функции не перекрываются с волновыми функциями других систем является, вообще говоря, абстрактным понятием.
Энергетические уровни состояний такой системы квантованы (дискретны), однако, из принципа неопределенности следует, что спектральные линии даже изолированной системы имеют конечную, но малую ширину, то есть, квазидискретны. Этот феномен объясняется взаимодействием системы с нулевыми колебаниями вакуумных полей (например, электромагнитного поля).
Любая возбужденная (то есть не находящаяся на самом нижнем энергетическом уровне) квантово-механическая система не может находиться сколь угодно долго в этом состоянии. Спустя некоторое случайное время, в среднем равное времени жизни состояния даже при отсутствии взаимодействия с другими системами, происходит спонтанное излучение (например — фотона, однако возможно и излучение других частиц с ненулевой массой покоя, например, электрона). Спонтанное излучение обусловлено взаимодействием с нулевыми колебаниями квантовых полей в физическом вакууме. В квантовой механике показывается, что энергия гармонического осциллятора отлична от нуля даже в основном, невозбужденном состоянии. Следствием этого утверждения является то, что вакуум заполнен малыми, так называемыми нулевыми колебаниями различных полей, в том числе и электромагнитного. Взаимодействие с этими полями приводит, в конце концов, к спонтанному переходу системы в основное или более нижележащее энергетическое состояние и одновременному излучению кванта поля или частицы.
Из принципа неопределенности следует, что естественная ширина линии определяется временем жизни возбужденного состояния, то есть интенсивностью его взаимодействия с полем. Такое взаимодействие, как правило, чрезвычайно мало — так, для разрешённых электромагнитных переходов в атомах и ионах оно характеризуется постоянной тонкой структуры {\displaystyle \alpha \approx 1/137} в третьей степени.
Таким образом, естественная ширина спектральной линии является следствием принципа неопределённости. В частном, но практически важном случае оптической спектроскопии естественная ширина линий обычно составляет порядка одной десятой от ширины теоретического предела разрешающей способности спектроскопов, обусловленной эффектом Доплера из-за хаотического движения излучающих атомов в газе.
Важное значение естественная ширина распада имеет  в физике высоких энергий, где по накопленной статистике измерений энергии продуктов распада можно вычислить  время жизни частиц, получаемых в ускорителях.
Естественная ширина спектральной линии зависит от ширин распада как начального, так и конечного состояния системы, между которыми происходит переход. В случае распада до стабильного состояния (то есть, уровня с нулевой шириной распада) естественная ширина линии совпадает с шириной распада начального состояния. В случае, когда ширины обоих уровней конечны, квадрат естественной ширины линии равен сумме квадратов ширин начального и конечного состояний.